# Omar El Zohairy
Omar El Zohairy est un réalisateur égyptien né le 27 août 1988 au Caire.

## Biographie
Diplômé en 2013 de l'Institut du cinéma du Caire, Omar El Zohairy travaille comme assistant réalisateur - en particulier avec Yousry Nasrallah - et tourne deux courts métrages.
Son premier long métrage, Plumes (Feathers), dont il entreprend l'écriture en 2016, obtient le grand prix Nespresso de la Semaine de la critique au festival de Cannes en 2021,.

## Filmographie

### Courts métrages
- 2011 : Zafir
- 2014 : La Suite de l’inauguration de toilettes publiques au kilomètre 375[5]

### Long métrage
- 2021 : Plumes